# Óscar Salazar
Óscar Salazar Blanco  (Cidade do México, 3 de novembro de 1977) é um taekwondista mexicano.
Óscar Salazar competiu nos Jogos Olímpicos de 2004, na qual conquistou a medalha de prata.